# Эксперимент Досади
«Эксперимент Досади», также «Досадийский эксперимент» (англ. The Dosadi Experiment) — научно-фантастический роман Фрэнка Герберта, рассматривающий модель контролируемого и изолированного общества. Развитие сюжета книги может быть иллюстрацией утверждения о том, что управление возможно только при условии, если управляющая система сложнее управляемой.

## Сюжет
Действие происходит в будущем. Многие виды разумных существ, подписавшие соответствующие соглашения, составляют так называемый мир Консента. Население миров Консента сотрудничает, разумные каждого вида могут и пользуется услугами других разумных видов. Благодаря возможностям видов Калебанцев и Тапризиотов доступны мгновенное перемещение в пространстве и мгновенный разговор между любыми точками пространства соответственно.
Главный герой — Джордж Маккай, ведущий специалист Бюро Саботажа, прирождённый авантюрист со способностью быстро адаптироваться к любым местным условиям — получает задание расследовать предположение о том, что вид Говачинов (высокоразвитых жабоподобных гуманоидов) изолировал планету Досади с целью проведения экспериментов над населением планеты. В ходе расследования выясняется, что планета действительно существует и изолирована от окружающего космического пространства с помощью калебанцев непроницаемой оболочкой под названием «Божья Стена». Окружающая среда планеты изобилует ядами и наркотическими веществами. Планета искусственно населена людьми и говачинами.
Крайнее перенаселение единственного существующего города — Чу (Около 89 миллионов жителей на 800 км²), непригодные условия жизни остальной части планеты, агрессивная, ядовитая окружающая среда порождают борьбу за ресурсы, конкуренцию за социальный статус и т. п. Производство продуктов питания строго контролируется военной администрацией, которая следит за тем чтобы нетоксичная пища поступала исключительно высшим социальным классам, низшим предоставляется возможность питаться различным мусором на своё усмотрение. За пределами городской черты проживают свыше 350 миллионов разумных существ, которые делают регулярные попытки проникнуть в город. Средняя продолжительность жизни за пределами города приблизительно равна двадцати годам. В ходе эволюции создаётся соответствующий тип разумных существ — досадийцы. Досадийцы ориентированы на выживание и достижение более высокого социального статуса любыми средствами, лишены принятых в Консенте этических норм и понятий о них, способны быстро моделировать ситуацию во многих вариантах, принимать эффективные решения, и предпринимать нужные действия. Досадийцы создают внутри своего общества все более и более сложные структуры, управлять и контролировать которые уже не могут говачины, начавшие эксперимент. Таким образом сам факт существования досадийцев представляется говачинам угрозой для миров Консента. Среди прочих в состав военной администрации Чу входит женщина Кейла Джедрик, решительная и хитрая, которая привлекает Маккая, который до его командировки на Досади, между прочим, уже был пятьдесят раз (!) женат. Большинство этих браков, как следует понимать, были заключены по линии осуществляемой им служебной деятельности для достижения того или иного практического результата или проведения многоходовых оперативных комбинаций. Однако Кейла становится для него чем-то большим чем просто средством для достижения результата.
Здесь следует сделать отступление, сказав что даже несмотря на опыт и навыки Джорджа, и признание его лучшим среди всех сотрудников Бюро Саботажа, по приезде на Досади, поначалу даже он выглядит как напуганный ребёнок  в сравнении с жителями Досади, пережившими пятнадцать поколений непрерывной ожесточённой борьбы за существование. Так или иначе, но через неделю после его прибытия, Кейла говорит о нём как о «бо́льшем досади чем [остальные] досади»

Мы создали монстра — чрезвычайно ценного и даже полезного, но очень опасного. Наш монстр прекрасен и одновременно вызывает ужас. Мы не смеем использовать этого монстра в его полную силу, но не можем и ослабить нашу хватку.— Говачинская характеристика досадийского эксперимента
Под руководством Кейлы Джедрик проводится ряд провокаций, которые приводят к войне между двумя видами досадийцев. Когда говачины, начавшие эксперимент, видят, что их соплеменники не справляются на Досади, их Верховное Главнокомандование планирует уничтожить планету и скрыть сам факт эксперимента, но вмешательство Маккая, который начинает сотрудничать с досадийцами, срывает план уничтожения.
Повествование завершается тем, что Верховное Главнокомандование признано виновным и наказано по решению Совета Конфедерации Консента, население Досади получает равные с остальными разумными Консента права, и на Досади устанавливают Двери для мгновенного перемещения.

## Организации и политические институты

### Бюро Саботажа
Бюро Саботажа или БюСаб — организация созданная для баланса власти. Ввиду того что любая управляющая организация расширяясь и усиливая своё влияние, начинает постепенно создавать угрозу для других видов разумных существ и сущностей, необходимо периодическими акциями — от тонкой дипломатии до откровенного саботажа — снижать её влияние и возможности. Этим и занимается БюСаб. Самый опытный и результативный специалист БюСаб — Джордж Маккай.

## Персонажи

### Джордж Маккай
Джордж Икс. Маккай (Jorj X. McKie) — самый успешный сотрудник БюСаб. Человек. Имеет полинезийские корни и характерную внешность: Мезоморфное телосложение, коричневато-красный цвет кожи и генетически модифицированный рыжий цвет волос. Лицо угрюмо и в обычном понимании непривлекательно — приплюснутый плоский нос, широкие губы и большие глаза. Проживает на собственном острове, впрочем, не часто и не долго — служебные обязанности вынуждают его регулярно находиться в штаб-квартире БюСаб и в служебных командировках. Прирождённый авантюрист с выраженной потребностью нагнетать обстановку и создавать другим проблемы. Личная жизнь сумбурна — был женат пятьдесят раз. Помимо, собственно, женщин состоял в своеобразной межличностной связи даже со звездой (в прямом смысле слова, то есть с космическим объектом). До знакомства с Кейлой Джедрик, планирует использовать её для выполнения поставленной задачи.

### Кейла Джедрик
Кейла Джедрик — коренная досади. Человек. Обладает всем набором качеств своего народа. Воспитывалась родителями для особого предназначения. Имеет модельную внешность — длинные ноги, длинное лицо и тонкий нос. Намеренно коротко стрижётся, дабы скрыть женственность. Хитра и жестока, хотя в отличие от других сограждан, у неё периодически возникают чувства похожие на жалость и другие переживания. Но расчётливый ум побеждает любые эмоции раньше чем они могут проявиться внешне. Понимает что официальная история Досади шита белыми нитками и явно не соответствует объективной действительности. Тайком мечтает покинуть Досади, несмотря на своё привилегированное положение, — Кейла входит в состав военной администрации Чу. Ежедневно и ежечасно становится объектом покушений. До знакомства с Джорджем Маккаем планирует использовать его только для того чтобы узнать настоящее положение дел на планете и с его помощью покинуть Досади.